# École de musique et festival de Marlboro
L'École de musique et le Festival de Marlboro (Marlboro Music School and Festival) est une retraite de formation de musiciens classiques qui se tient pendant sept semaines chaque été à Marlboro, dans le Vermont aux États-Unis depuis 1951.
Les représentations publiques sont organisées chaque fin de semaine, tandis que l'école fonctionne en sessions, avec des programmes choisis seulement une semaine ou deux à l'avance, parmi les soixante à quatre-vingts œuvres en répétition.
Marlboro Music a été conçu comme une retraite où les jeunes musiciens pourraient collaborer et apprendre aux côtés d'artistes émérites à la pointe de la musicalité, dans un environnement en retrait de la pression des délais, du rendement ou des enregistrements. Il combine plusieurs fonctions ; Alex Ross le décrit comme fonctionnant « diversement comme un festival de musique de chambre, une sorte d'école finale pour les jeunes artistes doués et un sommet de l'intelligentsia musicale. »

## Histoire
Adolf Busch et son gendre Rudolf Serkin, s'installent dans le Vermont dans les années 1940 comme réfugiés du troisième Reich (Adolf Busch, qui n'est pas juif, quitte l'Allemagne parce qu'il est contre les lois établies par le national socialisme). Ils deviennent des amis proches de Walter Hendricks, qui a fondé le Marlboro College sur le site d'une ancienne ferme laitière. Il a demandé leur avis sur la formation d'un département de musique. Sur leurs conseils, il recrute pour Marlboro, Marcel Moyse, Louis Moyse et Blanche Moyse – tous réfugiés et en situation difficile. Busch, Serkin et le trio Moyse sont les fondateurs reconnus de Marlboro musique, par le biais de leur association avec le Collège. Mais c'était Busch, comme l'écrit le biographe Tully Potter, qui avait fourni la première impulsion : il « avait depuis longtemps envie de créer un environnement dans lequel les interprètes professionnels et amateurs de rang pourraient faire de la musique ensemble, étudier la littérature de chambre en profondeur et donner des concerts seulement quand et s'ils souhaitaient le faire». Les spectacles publics sont donnés à l’auditorium de l’université de Marlboro qui peut accueillir 650 personnes. Une tentative pour réaliser ce souhait se présente en 1950, avec une école d'été tenue du 1er au 13 juillet avec quelques étudiants, qui n'est « pas considérée comme partie « officielle » selon les canons de Marlboro ». L'année suivante, Busch et Serkin « refusent une invitation au Festival d'Édimbourg pour se concentrer sur leur propre projet » dit Potter. Ils attirent 54 « artistes participants » (des étudiants) dans ce qui est reconnu aujourd'hui comme le premier festival d'été de Marlboro.
Le festival a eu un grand impact grâce à une série d’enregistrements de chambre et d’orchestre de gramophone. À partir de 1965, le groupe « Music From Marlboro » intègre régulièrement le festival.
De plus, de nombreux spectacles enregistrés au festival sont diffusés par les stations de radio.
Après la mort prématurée de Busch le 9 juin 1952, Serkin consacre une grande attention à la poursuite du travail de son beau-père bien-aimé et en devient le phare pour le restant de sa vie. Il appréciait la petite taille de Marlboro et l'environnement rural, invitant ses collègues à venir, dit Ross pour « perdre leur mondanité, pour tomber dans un rythme plus lent. ».
Le but de Marlboro s'est éloigné de l'idée propre à A. Busch de la participation des amateurs. À la place principale, d'éminents professionnels solistes ou membres d'orchestres, travaillent avec de jeunes musiciens promis à la plus haute réalisation, et qui doivent passer par de rigoureuses auditions  pour être acceptés. Les musiciens éminents qui sont associés à Marlboro comprennent notamment, Pierre-Laurent Aimard, Emanuel Ax, Joshua Bell, Jonathan Biss, Anner Bylsma, Pablo Casals, Jeremy Denk, Leon Fleisher, Felix Galimir (en) Gary Graffman, Hilary Hahn, Mieczysław Horszowski, Gilbert Kalish, Anton Kuerti, Lang Lang, James Levine, Yo-Yo Ma, Mischa Maisky, Viktoria Mullova, Siegfried Palm, Murray Perahia, Lara St. John, Alexander Schneider, Richard Stoltzman et Sándor Végh.
Marlboro a eu une énorme influence sur la musique de chambre américaine. Le Quatuor Guarneri a été formé à Marlboro en 1964 ; Yo-Yo Ma et Emanuel Ax, un duo de longue date, a donné ses premiers concerts, pour la première fois à Marlboro le 3 août 1973 – incidemment, Ma a y rencontré Jill, sa femme, l'un des nombreux couples musicaux formés à Marlboro. D'autres ensembles de diverses compositions se sont associés à Marlboro, notamment le Quatuor Emerson, le Quatuor Juilliard, le Quatuor Orion, le quatuor saint-Lawrence et le Beaux Arts Trio.

## Aujourd'hui
Depuis 2013, l'école de musique et le festival de Marlboro sont dirigés par la directrice artistique, Mitsuko Uchida.
Hors des mois d'été, le festival organise un programme de tournées avec les musiciens, avec chaque année des concerts dans de nombreuses villes des États-Unis.
Une tradition débutée du temps de R. Serkin, consistant à clore les sessions d'été avec l'interprétation de la Fantaisie chorale de Beethoven – dans laquelle la plupart des participants, même non-chanteurs, rejoignent le chœur – a été interrompue par sa mort en 1991, mais rétablie quelques années plus tard. Selon Alex Ross, le codirecteur Richard Goode a dit : « Beaucoup de gens estiment que le jeu de Serkin interprétant la Fantaisie chorale était une expérience unique qui ne pourrait jamais être reproduite. Après sa mort, l'œuvre a été retirée et je pensais que c'était la bonne décision. À ma grande surprise, quelques années plus tard, les gens ont dit: « Vous savez, je pense que nous devons avoir une Fantaisie chorale » Nous avions besoin d'une catharsis. ».
En outre, le festival célèbre toujours l'anniversaire d'Adolf Busch, avec un concert spécial le 8 août.

## Source
- (en) Cet article est partiellement ou en totalité issu de l’article de Wikipédia en anglais intitulé « Marlboro Music School and Festival » (voir la liste des auteurs).